# 구간

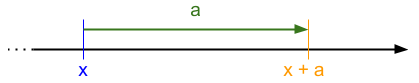
실수 구간 (또는, ,)

수학에서 구간(區間, 영어: interval)은 원순서 집합의 주어진 두 원소 사이의 모든 원소들의 집합이다. 특히, 표준적인 전순서를 갖춘 실수의 집합 위의 구간을 생각할 수 있다. 구간은 끝점을 포함하는지 여부에 따라
- 열린구간(-區間영어: open interval) 또는 개구간(開區間)
- 닫힌구간(-區間영어: closed interval) 또는 폐구간(閉區間)
- 반열린구간(半-區間, 영어: half-open interval) 또는 반닫힌구간(半-區間, 영어: half-closed interval) 또는 반개구간(半開區間) 또는 반폐구간(半閉區間)

의 세 가지로 나뉜다.

## 정의
원순서 집합 {\displaystyle (X,\lesssim )}의 두 원소 {\displaystyle a,b\in X}에 대하여,
{\displaystyle a\lesssim b\not \lesssim a}
를 {\displaystyle a<b}로 표기하자.

### 구간
원순서 집합 {\displaystyle (X,\lesssim )}:11, Definition 11의 두 원소 {\displaystyle a,b\in X}를 왼쪽·오른쪽 끝점으로 하는 열린구간과 닫힌구간 및 두 개의 반열린구간은 각각 다음과 같다 (두 끝점에 대하여 {\displaystyle a<b} 또는 {\displaystyle a\lesssim b}를 요구하기도 한다).
{\displaystyle (a,b)=\{x\in X\colon a<x<b\}}
{\displaystyle [a,b]=\{x\in X\colon a\lesssim x\lesssim b\}}
{\displaystyle (a,b]=\{x\in X\colon a<x\lesssim b\}}
{\displaystyle [a,b)=\{x\in X\colon a\lesssim x<b\}}
원순서 집합 {\displaystyle (X,\lesssim )}의 원소 {\displaystyle a\in X}를 왼쪽 끝점으로 하고, 오른쪽 끝점이 주어지지 않는 열린구간과 반열린구간은 각각 다음과 같다.
{\displaystyle (a,\infty )=\{x\in X\colon a<x\}}
{\displaystyle [a,\infty )=\{x\in X\colon a\lesssim x\}}
마찬가지로, 원순서 집합 {\displaystyle (X,\lesssim )}의 원소 {\displaystyle b\in X}를 오른쪽 끝점으로 하고, 왼쪽 끝점이 주어지지 않는 열린구간과 반열린구간은 각각 다음과 같다.
{\displaystyle (-\infty ,b)=\{x\in X\colon x<b\}}
{\displaystyle (-\infty ,b]=\{x\in X\colon x\lesssim b\}}
왼쪽·오른쪽 끝점이 주어지지 않는 (열린)구간은 {\displaystyle X} 전체이다.
{\displaystyle (-\infty ,\infty )=X}
원순서 집합 {\displaystyle (X,\lesssim )}에서, 한쪽 또는 양쪽 끝점이 주어지지 않는 구간은 새로운 최대 원소와 최소 원소를 추가하여 얻는 원순서 집합
{\displaystyle X\sqcup \{-\infty ,\infty \}}
{\displaystyle \forall x\in X\colon -\infty <x<\infty }
의 두 원소를 두 끝점으로 하는 {\displaystyle X\sqcup \{-\infty ,\infty \}}의 구간으로 여길 수 있다. 예를 들어, 모든 실수 구간은 두 확장된 실수를 끝점으로 한다.

### 순서 볼록 집합
원순서 집합 {\displaystyle (X,\lesssim )}의 부분 집합 {\displaystyle C\subseteq X}가 다음 조건을 만족시키면, 순서 볼록 집합(영어: order-convex set)이라고 한다.
- 임의의 {\displaystyle a,b\in C}에 대하여, {\displaystyle [a,b]\subseteq C}

원순서 집합 {\displaystyle (X,\lesssim )}의 부분 집합 {\displaystyle Y\subseteq X}이 주어졌다고 하자. {\displaystyle Y}에 포함되는 {\displaystyle X}의 순서 볼록 집합들은 포함 관계에 따라 부분 순서 집합을 이룬다. 그 극대 원소를 {\displaystyle Y}의 순서 볼록 성분(영어: order-convex component)이라고 한다.:Definition 5.1:727 초른 보조정리에 따라, {\displaystyle Y}에 포함되는 {\displaystyle X}의 임의의 순서 볼록 집합은 항상 {\displaystyle Y}의 순서 볼록 성분에 포함되지만, 이러한 성분이 유일할 필요는 없다. 만약 {\displaystyle X}가 전순서 집합이라면, {\displaystyle Y}의 순서 볼록 성분들은 {\displaystyle Y}를 분할한다. 즉, {\displaystyle C\subseteq Y}인 순서 볼록 집합 {\displaystyle C\subseteq X}를 포함하는 순서 볼록 성분은 유일하며, 이는 다음과 같다.
{\displaystyle \{y\in Y\colon \exists c\in C\colon [\min\{c,y\},\max\{c,y\}]\subseteq Y\}}

## 성질

### 함의 관계
모든 구간은 순서 볼록 집합이지만, 그 역은 일반적으로 성립하지 않는다.
실수선 {\displaystyle \mathbb {R} }의 부분 집합 {\displaystyle I\subseteq \mathbb {R} }에 대하여, 다음 조건들이 서로 동치이다.
- {\displaystyle I}는 구간이다.
- {\displaystyle I}는 볼록 집합이다.
- {\displaystyle I}는 순서 볼록 집합이다.
- {\displaystyle I=\varnothing }이거나, {\displaystyle I}는 연결 공간이다.
- {\displaystyle I=\varnothing }이거나, {\displaystyle I}는 경로 연결 공간이다.
- {\displaystyle I=\varnothing }이거나, {\displaystyle I}는 호 연결 공간이다.

보다 일반적으로, 선형 연속체 {\displaystyle (L,\leq )}의 부분 집합 {\displaystyle S\subseteq L}에 대하여, 다음 세 조건이 서로 동치이다.:153, Theorem 24.1
- {\displaystyle S}는 구간이다.
- {\displaystyle S}는 순서 볼록 집합이다.
- {\displaystyle S=\varnothing }이거나, {\displaystyle L}에 순서 위상을 가했을 때 {\displaystyle S}는 연결 공간이다.

### 폐포
실수 구간의 폐포는 다음과 같다.:214, Lemma 9.1.12
{\displaystyle \operatorname {cl} (a,b)=\operatorname {cl} (a,b]=\operatorname {cl} [a,b)=\operatorname {cl} [a,b]=[a,b]}
{\displaystyle \operatorname {cl} (a,+\infty )=\operatorname {cl} [a,+\infty )=[a,+\infty )}
{\displaystyle \operatorname {cl} (-\infty ,a)=\operatorname {cl} (-\infty ,a]=(-\infty ,a]}
{\displaystyle \operatorname {cl} (-\infty ,+\infty )=(-\infty ,\infty )}

### 볼록 부분 격자
격자 {\displaystyle L}의 부분 집합 {\displaystyle S\subseteq L}에 대하여, 다음 두 조건이 서로 동치이다.
- {\displaystyle S}는 부분 격자이며, 순서 볼록 집합이다.
- {\displaystyle S=I\cap F}인 순서 아이디얼 {\displaystyle I\subseteq L}과 필터 {\displaystyle F\subseteq L}이 존재한다.

## 예
단위 구간
{\displaystyle [0,1]=\{x\in \mathbb {R} \colon 0\leq x\leq 1\}}
은 0보다 크거나 그와 같고, 1보다 작거나 그와 같은 실수들의 집합이다. 구간
{\displaystyle (0,\infty )=\{x\in \mathbb {R} \colon x>0\}}
은 모든 양의 실수들의 집합이다.
유리수의 전순서 집합 {\displaystyle \mathbb {Q} }의 부분 집합
{\displaystyle \{x\in \mathbb {Q} \colon x^{2}<2\}\subseteq \mathbb {Q} }
는 순서 볼록 집합이지만, ({\displaystyle {\sqrt {2}}}가 무리수이므로) {\displaystyle \mathbb {Q} }의 구간이 아니다.

## 같이 보기
- 호 (기하학)
- 부등식
- 선분
- 구간의 분할